# ヤクザと憲法
『ヤクザと憲法』（ヤクザとけんぽう）は、東海テレビ放送で2015年3月に放送されたドキュメンタリー番組。また、これを再編集して2016年に公開された日本のドキュメンタリー映画。監督は圡方宏史。

## 概要
タイトルは、日本国憲法第14条が定める「法の下の平等」にヤクザは含まれるのか、という問題を指す。取材スタッフは指定暴力団・二代目東組（大阪市西成区）の二次団体である二代目清勇会に100日間密着し、40分テープ500本分の映像を撮影した。主にヤクザの日常生活を追いかけ、「謝礼金は支払わない。収録テープ等を事前に見せない。顔へのモザイクは原則かけない」という約束で行われた。放送業界ではタブーとされている暴力団を真正面から撮影したと述べられている。
2016年7月25日、渋谷にオープンしたばかりの「Shibuyaロフト9」で上映会とトークイベントが開催された。トークイベントには阿武野勝彦（プロデューサー）、圡方宏史（監督）、山之内幸夫（元弁護士）、安田好弘（本作品の法律監修をした弁護士）、宮崎学（作家）が参加した。さらにサプライズゲストとして川口和秀（二代目清勇会会長）と大野大介（清勇会若頭）も登壇した。
2016年12月には、CS・日本映画専門チャンネルで『東海テレビドキュメンタリー傑作選』の1つとして、TV初放送された。
2018年10月2日に出演していたヤクザ達が大阪市内のビルの建設資金約500万円の支払いを免れるために、1月に建設関係者の男性を「なめきってんちゃうか」などと組員ら10人ほどで取り囲んで脅迫などした罪で逮捕された。

## 出演 (取材対象者)
- 川口和秀 (二代目清勇会会長)
- 山之内幸夫 (弁護士)
- 大野大介 (清勇会若頭)
- 松山尚人 (清勇会居候修行者、正式組員ではなく後に離脱)。
- 河野裕之 (清勇会事務局長)
- 隈村州男 (清勇会若頭補佐)
- 今井進  (清勇会舎弟頭)
- 大石和政 (清勇会舎弟）
- 金城健護 (清勇会部屋住み)
- 猪原かをよ (山之内の事務員)
- 二代目東組二代目清勇会

## スタッフ
- プロデューサー - 阿武野勝彦
- 音楽 - 村井秀清
- 音楽プロデューサー - 岡田こずえ
- 撮影 - 中根芳樹
- 音声 - 野瀬貴弘
- オーサリング - 山口幹生
- TK - 河合舞
- 音響効果 - 久保田吉根
- CG - 松井裕哉
- 編集 - 山本哲二
- 法律監修 - 安田好弘
- 映像協力 - 関西テレビ放送
- 監督 - 圡方宏史
- 制作 - 東海テレビ放送